# Electroestimulació muscular
L'electroestimulació muscular (EEM), estimulació neuromuscular elèctrica (ENE) o electroestimulació és la generació de contracció muscular usant impulsos elèctrics. Els impulsos es generen per un aparell que s'aplica amb elèctrodes a la pell pròxima als músculs que es pretén estimular. L'impuls imita el potencial d'acció provinent del sistema nerviós central, causant la contracció muscular. Els elèctrodes generalment s'adhereixen a la pell. L'EEM és una forma d'electroteràpia o d'entrenament muscular. És citada per diversos autors com a tècnica complementària per a l'entrenament esportiu, i ha diversos treballs de recerca publicats sobre els resultats obtinguts. Als Estats Units, els aparells d'EEM són regulats per l'Administració de Drogues i Aliments (FDA).